# Веймаранер
Веймаранер, или веймарская легавая (нем. weimaraner) — охотничья подружейная собака. Её предков использовали и в охоте на крупную дичь.
Он послушен и необычайно понятлив, легко обучается, используется для розыскной работы и в качестве сторожа.

## История породы
Родиной веймаранера является Германия. Некоторые коренные жители Веймара называют эту собаку не иначе как «серебряный призрак». Эта порода имеет очень древнюю историю, предположительно её прародителями являются бракки европейские. Изначально веймаранер относился к охотничьим породам собак и прекрасно справлялся со своими обязанностями, так как был быстрым, ловким и сообразительным. И хотя нет никаких подтверждений данному факту, существует мнение, что участвовал в разведении данной породы герцог Веймарский Карл Август. Появилась на свет она предположительно в начале девятнадцатого века.

## Внешний вид
Веймаранер — собака среднего и выше среднего роста, правильного, пропорционального сложения, с красивыми линиями и хорошими пользовательными качествами.
Высота в холке кобелей — 59—70 см, сук — 57—65 см. Вес кобелей — 30—40 кг, сук — 25—35 кг.
Окрас серебристо-серый, как у косули в зимней одежде, или мышиный, а также переходы между этими оттенками. Голова и уши обычно несколько светлее. Допускаются небольшие белые отметины на груди и лапах. Вдоль хребта часто проходит более или менее широкая тёмная полоса. Веймарские легавые с отчётливо заметным подпалом могут использоваться в дальнейшей племенной работе лишь в том случае, если они имеют выдающиеся охотничьи качества.
В зависимости от шёрстного покрова бывает двух типов.
- Короткошёрстный тип: короткий (но более длинный и густой, чем у большинства сопоставимых пород), очень плотный, гладкий хорошо прилегающий покровный волос. Подшёрсток отсутствует или очень редкий.
- Длинношёрстный тип: мягкий, длинный покровный волос с подшёрстком или без него. Гладкий или немного волнистый.

Голова сухая, пропорциональная общему сложению. У кобелей шире, чем у сук. Лоб плоский, разделённый прямой бороздкой, переход ото лба к морде едва заметный. Затылочный бугор слегка выступает. Скулы отчётливо выражены. Морда длинная, изящная, параллельная линии лба, прямая, иногда с небольшой горбинкой. Верхняя губа умеренно свисает, прикрывая нижнюю челюсть и образуя небольшую складку в углах рта. Уши висячие, широкие и довольно длинные, с закруглёнными концами, высоко и узко посаженные, при настороженности слегка повёрнуты вперёд. Мочка носа — тёмно «мясного» цвета, по направлению назад постепенно переходит в серый цвет. Глаза округлой формы, немного косо поставлены. От светло- до тёмно-янтарного цвета. У щенков — светло-голубого цвета.
Корпус крепкий, чуть растянутого формата. Шея высоко поставленная, крепкая, мускулистая. Холка заметно выступает над линией верха. Грудь широкая и глубокая, опущенная до локтей. Рёбра достаточно выпуклые. Спина крепкая, мускулистая, до некоторой степени длинная. Круп длинный, умеренно скошенный. Хвост довольно высоко поставлен. В покое свисает вниз. При движении собака несёт его параллельно земле. Купирован между 1/2 и 2/3 длины. Покрыт обильной шерстью. Ноги сухие, мускулистые, с правильно выраженными углами сочленений. Плечи хорошо сформированные и достаточно длинные. Лапы в комке, без прибылых пальцев. Пальцы сводистые, удлинённые средние пальцы не являются недостатком.

## Характер
Такая порода собак, как веймаранер, является хорошим и, главное, внимательным учеником. Её представители легко усваивают команды и способы их выполнения. Это довольно подвижные и совсем не агрессивные животные. Они легко находят общий язык с людьми, очень преданы своему хозяину. Способны на проявление нежности, но бывают и в плохом расположении духа. Любят подвижные игры и прогулки, поэтому заводить их лучше всего за городом там, где есть простор и хотя бы относительная свобода.